# История Дубая
История Дубая — события на территории современного Дубая с момента начала расселения там людей и до сегодняшнего дня.
Семь тысяч лет назад территория Дубая была покрыта мангровым болотом, остатки которого были обнаружены во время постройки коллекторных сетей. Примерно пять с половиной тысяч лет назад в результате изменения береговой линии территория покрылась песком. Первое поселение в истории Дубая датируется третьим тысячелетием до нашей эры, когда территория была заселена кочевыми племенами. С III по VII век н. э. территория находилась под управлением Сасанидов, после чего контроль перешёл к Омейядам, принесшим с собой ислам. В течение тысяч лет здесь промышляли ловлей рыбы и добычей жемчуга. Первое упоминание о городском поселении относится к 1799 году. Город был основан кланом Бани-Яс и сразу же переведен в подчинение Абу-Даби. В 1833 году Дубай стал независимым эмиратом в результате мирного перехода власти к династии Аль Мактум клана Бани-Яс (родом из Абу-Даби). Изобретение искусственного жемчуга в 1929 году в Японии отрицательно сказалось на международном рынке жемчуга и на экономике Дубая. Шейх Саид, вынужденный искать альтернативные источники дохода, принял решение превратить Дубай в один из ведущих центров реэкспорта в мире. В 1966 в Дубае были обнаружены залежи нефти, в 1969 началась добыча нефти и очень умелое распоряжение средствами, что привело к бурному развитию Дубая до современного делового центра.

## История

### 7000 лет до н. э. — VII век н. э.
До XVIII века каких-либо письменных источников по истории современной территории эмирата Дубай почти не встречается.
Возраст остатков мангрового болота, найденных во время строительства канализационных сетей в районе Дубай-Интернет-Сити, оценивается примерно в семь тысяч лет. Дальнейшие исследования, проведенные немецкими археологами, показывают, что примерно пять с половиной тысяч лет назад территория покрылась песком, а береговая линия с тех пор перемещалась несколько раз.
Территория стала более пригодной для проживания и была населена кочевыми скотоводческими племенами. Одомашнивание финиковой пальмы около 2500 года до н. э. позволило использовать территорию в качестве сельскохозяйственных угодий.
Скотоводы поклонялись богу Баджиру (Баджир, Баджар, Бахар). Различные находки свидетельствуют о связи этого культа с царством Маган, контролировавшего, по всей видимости, торговлю медью в этой части древнего мира.
Следующие 2700 лет истории Дубая не изобилуют подробностями в результате наступления пустыни. В III веке н. э. сюда пришли Сасаниды — властители последней доисламской империи персов. Стоянка каравана, найденная в районе Джумейра и датируемая VI веком, свидетельствует о слабой заселенности территории в те времена.

### XIX век
В начале XIX века клан Аль Абу Фэлэзи (Дом Аль-Фэлэзи) Бани-Яз клан утвердился в Дубае, который правил Абу-Даби до 1833 года. 8 января 1820 года шейх Дубая и другие шейхи региона подписали с британским правительством «Общий морской мирный договор». Однако в 1833 году династия аль-Мактум (также потомки Дома Аль-Фэлэзи) племени Бани-Яз приняла власть над Дубаем от клана Абу Фэлэзи без какого-либо сопротивления. Дубай вышел из-под управления Соединенного Королевства в соответствии с «Исключительным Соглашением» 1892 года, с последней договоренностью защитить Дубай против любых нападений Османской империи.
В течение 1800-х годов город пережил две катастрофы. Первая — в 1841 г. в городе вспыхнула эпидемия оспы, вынуждая жителей переместиться на восток от Дейры. Вторая — пожар в 1894 г., когда огонь несся через Дейру, сжигая большинство домов дотла. Однако географическое местоположение города продолжало привлекать торговцев со всей области. Эмир Дубая, желая привлечь иностранных торговцев, значительно снизил налогообложение, переманивая таким образом торговцев из соседнего города Шарджи, который был в то время главным торговым центром региона.

### XX век

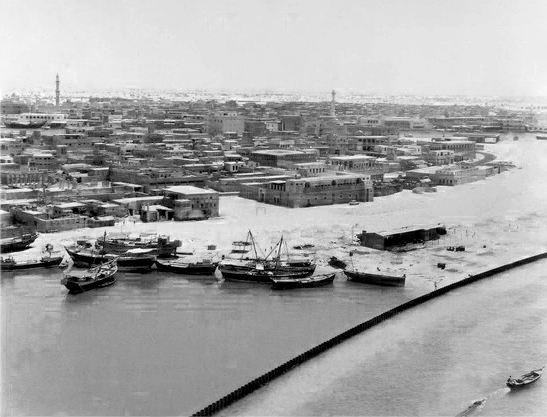
Аль-Рас в 1960-х годах

Географическая близость Дубая к Индии сделала его немаловажным центром региона. Город Дубай был важной остановкой для иностранных торговцев, в основном из Индии, многие из которых в конечном счете и обосновались в городе. Дубай был известен экспортом жемчуга, на котором город специализировался до 1930-х годов. Однако жемчужная промышленность города понесла урон в связи с событиями Первой мировой войны, Великой Депрессией в конце 1920-х годов и изобретением искусственного жемчуга в 1929 году. Началась массовая миграция населения к другим частям Персидского залива. Шейх Саид, вынужденный искать альтернативные источники дохода, принял решение превратить Дубай в один из ведущих центров реэкспорта в мире. Желая привлечь иностранных торговцев, шейх значительно снизил налогообложение, переманив таким образом коммерсантов из соседнего эмирата Шарджи, который был в то время главным торговым центром региона. Начиная с основания, Дубай постоянно имел разногласия с Абу-Даби. В 1947 году пограничный спор между Дубаем и Абу-Даби в северной части их общей границы перерос в войну между двумя государствами. Британский арбитраж и создание буферной зоны, начинающейся с юга и продолжающейся в восточном направлении от побережья в Рас-Хасиан, привёл к временному прекращению военных действий.
Однако пограничные споры между эмиратами продолжались даже после формирования Объединённых Арабских Эмиратов, пока в 1979 году не был достигнут формальный компромисс, который привёл к прекращению военных действий и пограничных споров между двумя государствами.
Электричество, телефонная связь и аэропорт были запущены в Дубае в 1950-х годах, когда британцы переместили их местные административные офисы из Шарджи в Дубай. В 1966 г. город присоединился к Катару, недавно получившему независимость, чтобы после девальвации рупии Персидского залива создать новую денежно-кредитную единицу — риал Катара/Дубая. Нефть была обнаружена в Дубае в том же году, после чего город предоставил право покупки концессий международным нефтяным компаниям. Открытие нефти привело к массивному притоку иностранных рабочих, главным образом из Индии и Пакистана. В результате население города с 1968 по 1975 годы возросло, по некоторым оценкам, более чем на 300 %.

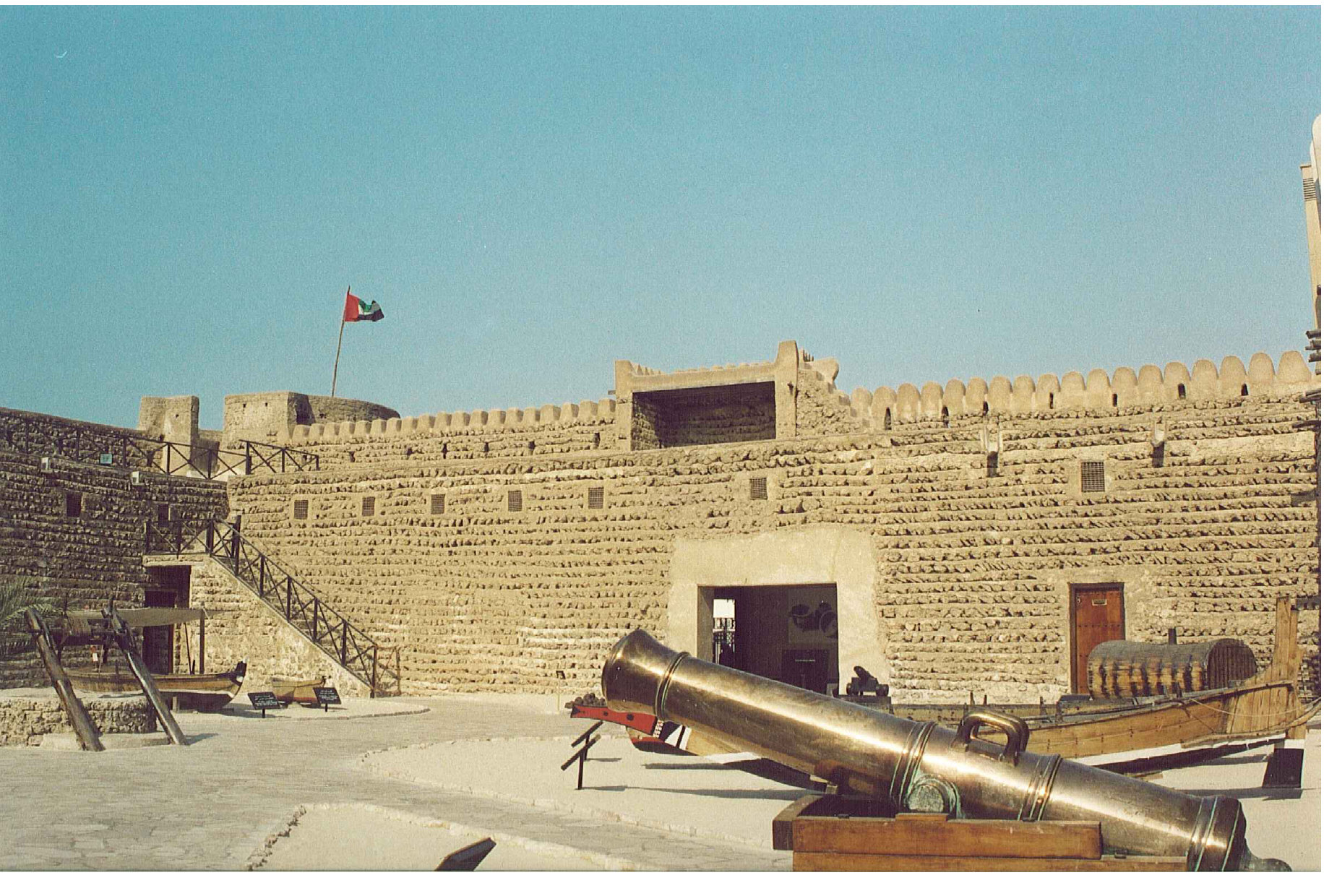
Форт Аль-Фахиди, построенный в 1799 году.

2 декабря 1971 года Дубай вместе с Абу-Даби и пятью другими эмиратами сформировали Объединённые Арабские Эмираты. Великобритания покинула регион Персидского залива в том же 1971 году. В 1973 году Дубай присоединился к другим эмиратам для принятия единой валюты — дирхама Объединённых Арабских Эмиратов. В 1970-х население Дубая продолжало расти от доходов с продажи нефти и торговли. В этот период наблюдался приток ливанских иммигрантов, бегущих от гражданской войны в Ливане. Порт Джебель-Али был построен в 1979 году. Джафза (Свободная зона Джебель Али) была построена вокруг порта в 1985 году, чтобы предоставить иностранным компаниям неограниченный импорт трудового и экспортного капитала. Война в Персидском заливе 1990 года оказала значительное влияние на экономику города. Банки Дубая испытали массивное изъятие фондов из-за осложнения политических условий в регионе. В течение 1990-х годов множество иностранных торговых организаций, сначала из Кувейта (во время войны в персидском заливе) и, позже, из Бахрейна (во время волнения Шиа) перемещали свои офисы в Дубай. Дубай предоставлял возможность заправляться горючим американо-британским войскам в свободной зоне Джебель-Али во время войны в Персидском заливе, а также во время вторжения в Ирак в 2003 году.

### XXI век
Значительный рост цен на нефть после войны в Персидском заливе повлиял на Дубай в продолжении проведения политики, основанной на свободной торговле и туризме. Успех Джебель-Али позволил городу копировать эту модель и отобразить для создания новых свободных зон, включая интернет-город Дубай, Город СМИ Дубай и Дубай Морской Город. Постройка Бурдж-Халифа, самой высокой автономной гостиницы в мире, так же, как и создание новых жилых массивов, использовалась, чтобы пиарить Дубай в целях туризма. С 2002 г. в городе наблюдалось увеличение влияния частных инвестиций в недвижимое имущество в таких проектах, как Острова Пальмы, Мировые Острова, Бурдж-Дубай и Динамическая Башня. Однако здравый экономический рост в последние годы сопровождался возрастающим ростом инфляции (в 11,2 %, по данным на 2007 г.), который вызван практически удвоением коммерческих и жилых рентных затрат, приводящих к существенному увеличению прожиточного минимума для жителей.

## Будущее
Несмотря на международную неразбериху вокруг стоимости нефти, Дубай уже считается Гонконгом Ближнего Востока. Когда мировые запасы нефти закончатся, Дубай выживет в новом мире, свободном от нефти, в отличие от Эр-Рияда[нейтральность?]. Коммерческая активность в регионе Дубая просто вырастет, а не исчезнет, потому что Дубай был крупным торговым центром за столетия до того, как стало известно о существовании нефти. Торговый доступ эмирата с Ираном аналогичен торговле Гонконга с Китайской Народной Республикой из-за того, что Иран подвергается остракизму со стороны большей части западного мира.
В XXI веке Дубаю, возможно, придется проводить политику, направленную от глобализации к локализации, чтобы сохранить свои энергетические ресурсы, предоставить рабочие места гражданам Объединённых Арабских Эмиратов вместо иностранных граждан и сохранить их полномочия по принятию решений на местном уровне. Политика зонирования будет корректироваться муниципальным правительством Дубая для содействия сохранению ресурсов и предотвращения разрастания населения.
Хотя Дубай открыл свои двери для туристов, разрешив немусульманам употреблять алкогольные напитки, многие из этих услуг используются работниками иностранного происхождения, которые отбирают рабочие места у законных жителей ОАЭ[нейтральность?].